# Józef Klimanek
Józef Klimanek (ur. 17 marca 1930 w Katowicach, zm. 5 października 2002 w Łodzi) – polski dyrygent.
Edukację rozpoczął w Lublińcu, gdzie do wybuchu II wojny światowej ukończył 3 klasy szkoły podstawowej i pobierał prywatne lekcje gry na fortepianie. W czasie niemieckiej okupacji kontynuował naukę w klasztorze oblatów i uczył się śpiewu oraz gry na organach. Od 1948 r. uczęszczał do liceum muzycznego w Katowicach, po ukończeniu którego podjął studia pod kierunkiem W. Bierdiajewa w poznańskiej Państwowej Wyższej Szkole Muzycznej. Już w okresie licealnym koncertował ze swoim wykładowcą K. Stryją, zaś w okresie studiów prowadził chór poznańskiej Akademii Medycznej oraz Chór "Echo" z Łazisk Górnych. W 1957 r. po uzyskaniu dyplomu na wydziale dyrygentury został dyrygentem Opery Śląskiej w Bytomiu. Od 1965 do 1969 r. pracował w Teatrze Wielkim w Łodzi. W okresie  1970 - 1971 na zaproszenie Stanisława Hadyny podjął współpracę z Zespołem Pieśni i Tańca „Śląsk”. W latach 1972–1973 pełnił obowiązki kierownika artystycznego, zaś w okresie 1981-1986 dyrygenta w operze w Bydgoszczy. Do 1978 r. dyrygował Orkiestrą dętą Centralnego Zespołu Artystycznego Wojska Polskiego, a do 1981 r. Operetką Warszawską. Był także wykładowcą w Akademii Muzycznej im. Feliksa Nowowiejskiego w Bydgoszczy, zaś w 1986 r. został dyrektorem Orkiestry Symfonicznej w Zabrzu. Po zakończeniu współpracy z Filharmonią Zabrzańską ponownie podjął pracę w Zespole Pieśni i Tańca „Śląsk” gdzie doczekał emerytury w 2001 roku.
W Złotej Kolekcji utworów muzycznych, wydanej z okazji 60-lecia Zespół Pieśni i Tańca "Śląsk" znalazły się utwory opracowane i dyrygowane przez Józefa Klimanka.
W 1965 r. odznaczony został Złotym Krzyżem Zasługi.